# KAA Gent in het seizoen 2019/20
Dit artikel beschrijft de prestaties van de Belgische voetbalclub KAA Gent in het seizoen 2019-2020.

## Spelerskern
| Nr.           | Naam                    | Nationaliteit                          | Geboortedatum | Competitie | Competitie | Beker | Beker | Andere | Andere | Europees | Europees | Totaal | Totaal | Bij de club sinds | Vorige club                     | Positie      |
| Nr.           | Naam                    | Nationaliteit                          | Geboortedatum | W          |            | W     |       | W      |        | W        |          | W      |        | Bij de club sinds | Vorige club                     | Positie      |
| ------------- | ----------------------- | -------------------------------------- | ------------- | ---------- | ---------- | ----- | ----- | ------ | ------ | -------- | -------- | ------ | ------ | ----------------- | ------------------------------- | ------------ |
| Keepers       |                         |                                        |               |            |            |       |       |        |        |          |          |        |        |                   |                                 |              |
| 1             | Thomas Kaminski         | Vlag van België                        | 23-10-1992    | 29         | 0          | 1     | 0     | 0      | 0      | 14       | 0        | 44     | 0      | 2019              | KV Kortrijk                     | DM           |
| 20            | Jari De Busser          | Vlag van België                        | 21-10-1990    | 0          | 0          | 0     | 0     | 0      | 0      | 0        | 0        | 0      | 0      | 2018              | Lierse SK                       | DM           |
| 26            | Colin Coosemans         | Vlag van België                        | 03-08-1992    | 1          | 0          | 1     | 0     | 0      | 0      | 0        | 0        | 2      | 0      | 2018              | KV Mechelen                     | DM           |
| Verdedigers   |                         |                                        |               |            |            |       |       |        |        |          |          |        |        |                   |                                 |              |
| 2             | Jan Van den Bergh       | Vlag van België                        | 02-10-1994    | 0          | 0          | 0     | 0     | 0      | 0      | 0        | 0        | 0      | 0      | 2019              | Beerschot VA                    | CV           |
| 4             | Sigurd Rosted(1)        | Vlag van Noorwegen                     | 22-07-1994    | 0          | 0          | 0     | 0     | 0      | 0      | 1        | 0        | 1      | 0      | 2018              | Sarpsborg 08 FF                 | CV           |
| 5             | Michael Ngadeu-Ngadjui  | Vlag van Kameroen                      | 23-11-1990    | 29         | 3          | 1     | 0     | 0      | 0      | 12       | 1        | 42     | 4      | 2019              | Slavia Praag                    | CV           |
| 14            | Alessio Castro-Montes   | Vlag van België                        | 17-05-1997    | 21         | 2          | 2     | 0     | 0      | 0      | 8        | 0        | 31     | 2      | 2019              | KAS Eupen                       | RB           |
| 15            | Milad Mohammadi         | Vlag van Iran                          | 29-09-1993    | 18         | 1          | 2     | 0     | 0      | 0      | 4        | 0        | 24     | 1      | 2019              | Achmat Grozny                   | LB, RB       |
| 17            | Ibrahima Cissé          | Vlag van Frankrijk                     | 15-02-2001    | 0          | 0          | 0     | 0     | 0      | 0      | 0        | 0        | 0      | 0      | 2019              | LB Châteauroux                  | CV           |
| 21            | Nana Asare              | Vlag van Ghana · Vlag van België       | 11-07-1986    | 12         | 0          | 0     | 0     | 0      | 0      | 11       | 1        | 23     | 1      | 2013              | FC Utrecht                      | LB, CM, CAM  |
| 23            | Mikael Lustig           | Vlag van Zweden                        | 13-12-1986    | 16         | 0          | 1     | 0     | 0      | 0      | 13       | 0        | 30     | 0      | 2019              | Celtic FC                       | RB           |
| 25            | Reuben Yem              | Vlag van Nigeria                       | 29-10-1997    | 0          | 0          | 0     | 0     | 0      | 0      | 0        | 0        | 0      | 0      | 2019              | AS Trenčín                      | RB           |
| 28            | Dylan Bronn(2)          | Vlag van Tunesië                       | 19-06-1995    | 5          | 0          | 1     | 0     | 0      | 0      | 1        | 0        | 7      | 0      | 2017              | Chamois Niortais FC             | CV, RB       |
| 31            | Bruno Godeau(3)         | Vlag van België                        | 10-05-1992    | 1          | 0          | 0     | 0     | 0      | 0      | 0        | 0        | 1      | 0      | 2020              | Royal Excel Moeskroen           | CV           |
| 32            | Ihor Plastoen           | Vlag van Oekraïne · Vlag van Bulgarije | 20-08-1990    | 28         | 1          | 1     | 0     | 0      | 0      | 14       | 1        | 43     | 2      | 2018              | PFK Ludogorets                  | CV           |
| 76            | Timothy Derijck(2)      | Vlag van België                        | 25-05-1987    | 0          | 0          | 1     | 0     | 0      | 0      | 0        | 0        | 1      | 0      | 2018              | Zulte Waregem                   | CV           |
| Middenvelders |                         |                                        |               |            |            |       |       |        |        |          |          |        |        |                   |                                 |              |
| 3             | Eric Smith(3)           | Vlag van Zweden                        | 08-01-1997    | 0          | 0          | 0     | 0     | 0      | 0      | 0        | 0        | 0      | 0      | 2018              | Tromsø IL (uitleenbasis)        | CVM, CM, CV  |
| 6             | Elisha Owusu            | Vlag van Frankrijk                     | 07-11-1997    | 27         | 0          | 0     | 0     | 0      | 0      | 14       | 0        | 41     | 0      | 2019              | Olympique Lyon                  | CVM          |
| 8             | Vadis Odjidja-Ofoe      | Vlag van België                        | 21-02-1989    | 26         | 3          | 2     | 0     | 0      | 0      | 14       | 0        | 42     | 3      | 2018              | Olympiakos Piraeus              | CM           |
| 9             | Roman Bezoes            | Vlag van Oekraïne                      | 26-09-1990    | 21         | 7          | 2     | 0     | 0      | 0      | 6        | 0        | 29     | 7      | 2019              | STVV                            | CAM          |
| 10            | Giorgi Tsjakvetadze     | Vlag van Georgië                       | 29-08-1999    | 9          | 0          | 0     | 0     | 0      | 0      | 3        | 0        | 12     | 0      | 2017              | Dinamo Tbilisi                  | CAM, LM      |
| 18            | Giorgi Beridze(1)       | Vlag van Georgië                       | 12-05-1997    | 1          | 0          | 0     | 0     | 0      | 0      | 1        | 0        | 2      | 0      | 2015              | Újpest FC (uitleenbasis)        | LV           |
| 19            | Brecht Dejaegere        | Vlag van België                        | 29-05-1991    | 14         | 0          | 1     | 0     | 0      | 0      | 8        | 1        | 23     | 1      | 2013              | KV Kortrijk                     | CAM          |
| 22            | Sulayman Marreh(3)      | Vlag van Gambia                        | 15-01-1996    | 4          | 0          | 0     | 0     | 0      | 0      | 1        | 0        | 5      | 0      | 2020              | KAS Eupen                       | CVM          |
| 24            | Sven Kums               | Vlag van België                        | 26-02-1988    | 22         | 1          | 1     | 0     | 0      | 0      | 9        | 0        | 32     | 1      | 2019              | RSC Anderlecht                  | CM, CVM, CAM |
| 33            | Louis Verstraete(2)     | Vlag van België                        | 04-05-1999    | 5          | 0          | 2     | 0     | 0      | 0      | 4        | 0        | 11     | 0      | 2016              | Waasland-Beveren (uitleenbasis) | CM           |
| Aanvallers    |                         |                                        |               |            |            |       |       |        |        |          |          |        |        |                   |                                 |              |
| 7             | Roman Jaremtsjoek       | Vlag van Oekraïne                      | 27-11-1995    | 18         | 10         | 1     | 0     | 0      | 0      | 11       | 7        | 30     | 17     | 2017              | Dynamo Kiev                     | SP           |
| 11            | Jean-Luc Dompé          | Vlag van Frankrijk · Vlag van Mali     | 12-08-1995    | 6          | 0          | 1     | 0     | 0      | 0      | 2        | 0        | 9      | 0      | 2018              | Standard Luik                   | RV, LV       |
| 11            | Anderson Niangbo(3)     | Vlag van Ivoorkust                     | 06-10-1999    | 7          | 3          | 0     | 0     | 0      | 0      | 1        | 0        | 8      | 3      | 2020              | Red Bull Salzburg               | SP, RV, LV   |
| 13            | Giorgi Kvilitaia        | Vlag van Georgië                       | 01-10-1993    | 23         | 1          | 2     | 2     | 0      | 0      | 8        | 0        | 33     | 3      | 2022              | Rapid Wien                      | SP           |
| 16            | Jonathan David          | Vlag van Canada · Vlag van Haïti       | 14-01-2000    | 27         | 18         | 0     | 0     | 0      | 0      | 13       | 5        | 40     | 23     | 2018              | Eigen jeugd                     | SP           |
| 18            | Dylan Mbayo             | Vlag van België                        | 11-10-2001    | 4          | 0          | 2     | 1     | 0      | 0      | 0        | 0        | 6      | 1      | 2019              | KSC Lokeren                     | LV           |
| 22            | Mamadou Sylla Diallo(2) | Vlag van Senegal                       | 20-03-1994    | 1          | 0          | 1     | 0     | 0      | 0      | 1        | 0        | 3      | 0      | 2017              | STVV (uitleenbasis)             | SP           |
| 29            | Laurent Depoitre        | Vlag van België                        | 07-12-1988    | 22         | 8          | 1     | 0     | 0      | 0      | 12       | 7        | 35     | 15     | 2019              | Huddersfield Town               | SP           |
| 31            | Yuya Kubo(2)            | Vlag van Japan                         | 24-12-1993    | 6          | 0          | 1     | 1     | 0      | 0      | 5        | 2        | 12     | 3      | 2017              | BSC Young Boys                  | SP           |

DM: Doelman, RB: Rechtsback, CV: Centrale verdediger, LB: Linksback, CVM: Verdedigende middenvelder, CM: Centrale middenvelder, RM: Rechtsmidden, LM: Linksmidden, CAM: Aanvallende middenvelder, RV: Rechter vleugelspits, LV: Linker vleugelspits, CA: Hangende spits, SP: Diepste spits, : Aanvoerder

(1): verliet de club tijdens de zomertransferperiode (zie verder) maar speelde er in het begin van het seizoen nog enkele wedstrijden

(2): enkel eerste seizoenshelft bij KAA Gent; zie wintertransfers uitgaand

(3): enkel tweede seizoenshelft bij KAA Gent; zie wintertransfers inkomend

## Technische staf
| Functie           | Naam                    | Nationaliteit |
| ----------------- | ----------------------- | ------------- |
| Hoofdtrainer      | Jess Thorup             | Denemarken    |
| Assistent-trainer | Peter Balette           | België        |
| Keepertrainer     | Francky Vandendriessche | België        |
| Conditietrainer   | Gino Caen               | België        |

## Transfers

### Inkomend
| Naam                   | Land               | Positie | Van                   | Type          |       |
| Zomer                  | Zomer              | Zomer   | Zomer                 | Zomer         | Zomer |
| ---------------------- | ------------------ | ------- | --------------------- | ------------- | ----- |
| Franko Andrijašević    | Vlag van Kroatië   | M       | Waasland-Beveren      | Einde huur    |       |
| Nicky Beloko           | ,                  | M       | ACF Fiorentina        | Huur          |       |
| Giorgi Beridze         | Vlag van Georgië   | M       | Újpest FC             | Einde huur    |       |
| Alessio Castro-Montes  | Vlag van België    | V       | KAS Eupen             | Aankoop       |       |
| Laurent Depoitre       | Vlag van België    | A       | Huddersfield Town     | Transfervrij  |       |
| Siebe Horemans         | Vlag van België    | V       | SBV Excelsior         | Einde huur    |       |
| Lior Inbrum            | Vlag van Israël    | A       | Beitar Jeruzalem      | Einde huur    |       |
| Aboubakary Koita       | ,                  | A       | KV Kortrijk           | Einde huur    |       |
| Yuya Kubo              | Vlag van Japan     | A       | FC Nürnberg           | Einde huur    |       |
| Sven Kums              | Vlag van België    | M       | RSC Anderlecht        | Huur          |       |
| Mikael Lustig          | Vlag van Zweden    | V       | Celtic FC             | Transfervrij  |       |
| Deiver Machado         | Vlag van Colombia  | V       | Atlético Nacional     | Einde huur    |       |
| Dylan Mbayo            | ,                  | A       | KSC Lokeren           | Aankoop       |       |
| Milad Mohammadi        | Vlag van Iran      | V       | Achmat Grozny         | Transfervrij  |       |
| Ahmed Mostafa          | Vlag van Egypte    | M       | Smouha SC             | Einde huur    |       |
| Michael Ngadeu-Ngadjui | Vlag van Kameroen  | V       | Slavia Praag          | Aankoop       |       |
| Elisha Owusu           | Vlag van Frankrijk | M       | Olympique Lyon        | Aankoop       |       |
| Lucas Schoofs          | Vlag van België    | M       | NAC Breda             | Einde huur    |       |
| Anthony Swolfs         | Vlag van België    | DM      | Waasland-Beveren      | Einde huur    |       |
| Mamadou Sylla Diallo   | Vlag van Senegal   | A       | Zulte Waregem         | Einde huur    |       |
| Tesfaldet Tekie        | Vlag van Zweden    | M       | Östersunds FK         | Einde huur    |       |
| Jan Van den Bergh      | Vlag van België    | V       | Beerschot VA          | Transfervrij  |       |
| Louis Verstraete       | Vlag van België    | M       | Waasland-Beveren      | Einde huur    |       |
| Reuben Yem             | Vlag van Nigeria   | V       | AS Trenčín            | Transfervrij  |       |
| Winter                 |                    |         |                       |               |       |
| Bruno Godeau           | Vlag van België    | V       | Royal Excel Moeskroen | Aankoop       |       |
| Eric Smith             | Vlag van Zweden    | M       | Tromsø IL             | Einde verhuur |       |
| Sulayman Marreh        | Vlag van Gambia    | M       | KAS Eupen             | Aankoop       |       |
| Anderson Niangbo       | Vlag van Ivoorkust | A       | Red Bull Salzburg     | Aankoop       |       |

### Uitgaand
| Naam                 | Land               | Positie | Naar             | Type               |       |
| Zomer                | Zomer              | Zomer   | Zomer            | Zomer              | Zomer |
| -------------------- | ------------------ | ------- | ---------------- | ------------------ | ----- |
| Franko Andrijašević  | Vlag van Kroatië   | M       | HNK Rijeka       | Huur               |       |
| Anderson Arroyo      | Vlag van Colombia  | V       | Liverpool FC     | Einde huur         |       |
| Giorgi Beridze       | Vlag van Georgië   | M       | KSC Lokeren      | Verhuur            |       |
| Anderson Esiti       | Vlag van Nigeria   | M       | PAOK Saloniki    | Verkoop            |       |
| Thibault De Smet     | Vlag van België    | V       | STVV             |                    |       |
| Siebe Horemans       | Vlag van België    | V       | SBV Excelsior    |                    |       |
| Lior Inbrum          | Vlag van Israël    | A       | Hapoel Tel Aviv  | Verhuur            |       |
| Elton Kabangu        | Vlag van België    | A       | Willem II        |                    |       |
| Aboubakary Koita     | ,                  | A       | Waasland-Beveren | Transfervrij       |       |
| Stallone Limbombe    | ,                  | A       | Giresunspor      | Verhuur            |       |
| Ahmed Mostafa        | Vlag van Egypte    | M       | Abha Club        | Verhuur            |       |
| Renato Neto          | Vlag van Brazilië  | M       | KV Oostende      | Transfervrij       |       |
| Sigurd Rosted        | Vlag van Noorwegen | V       | Brøndby IF       |                    |       |
| Eric Smith           | Vlag van Zweden    | M       | Tromsø IL        | Verhuur            |       |
| Lucas Schoofs        | Vlag van België    | M       | Heracles Almelo  |                    |       |
| Alexander Sørloth    | Vlag van Noorwegen | A       | Crystal Palace   | Einde huur         |       |
| Arnaud Souquet       | Vlag van Frankrijk | V       | Montpellier HSC  | Verkoop            |       |
| Anthony Swolfs       | Vlag van België    | DM      | Telstar          | Transfervrij       |       |
| Tesfaldet Tekie      | Vlag van Zweden    | M       | -                | Contract ontbonden |       |
| Yannick Thoelen      | Vlag van België    | DM      | KV Mechelen      |                    |       |
| Birger Verstraete    | Vlag van België    | M       | FC Köln          | Verkoop            |       |
| Winter               |                    |         |                  |                    |       |
| Dylan Bronn          | Vlag van Tunesië   | V       | FC Metz          | Verkoop            |       |
| Timothy Derijck      | Vlag van België    | V       | KV Kortrijk      | Verkoop            |       |
| Yuya Kubo            | Vlag van Japan     | A       | FC Cincinnati    | Verkoop            |       |
| Mamadou Sylla Diallo | Vlag van Senegal   | A       | FK Orenburg      | Verhuur            |       |
| Louis Verstraete     | Vlag van België    | M       | Antwerp FC       | Verkoop            |       |

## Jupiler Pro League

### Reguliere competitie

#### Wedstrijden
| Jupiler Pro League                                                                                     |                                                                                           |                                           |                                                                   | |                                                          |
| Wedstrijddetails                                                                                       | Thuisploeg                                                                                | Uitslag                                   | Uitploeg                                                          | Opstelling | Kaarten                                                  |
| Heenronde                                                                                              |                                                                                           |                                           |                                                                   | |                                                          |
| 28 juli 2019 18:00 Stade du Pays de Charleroi Charleroi Ref: Nicolas Laforge Toeschouwers: 8.760       | Sporting Charleroi                                                                        | 1 – 1                                     | KAA Gent                                                          | Kaminski Castro-Montes, Plastoen, Ngadeu-Ngadjui, Asare Dejaegere (71' Mohammadi), Owusu, Odjidja-Ofoe Jaremtsjoek (84' Verstraete), David, Kubo (77' Beridze)      | 53' Asare 78' Plastoen                                   |
| 28 juli 2019 18:00 Stade du Pays de Charleroi Charleroi Ref: Nicolas Laforge Toeschouwers: 8.760       | Bruno 89'                                                                                 | 0 – 1 1 – 1                               | 56' Ngadeu-Ngadjui                                                | Kaminski Castro-Montes, Plastoen, Ngadeu-Ngadjui, Asare Dejaegere (71' Mohammadi), Owusu, Odjidja-Ofoe Jaremtsjoek (84' Verstraete), David, Kubo (77' Beridze)      | 53' Asare 78' Plastoen                                   |
| 4 augustus 2019 14:30 Ghelamco Arena Gent Ref.: Lawrence Visser Toeschouwers: 14.189                   | KAA Gent                                                                                  | 6 – 1                                     | KAS Eupen                                                         | Kaminski Lustig (57' Castro-Montes), Plastoen, Ngadeu-Ngadjui, Asare Bezoes, Owusu, Odjidja-Ofoe (63' Dejaegere) Jaremtsjoek (69' Depoitre), David, Verstraete      |                                                          |
| 4 augustus 2019 14:30 Ghelamco Arena Gent Ref.: Lawrence Visser Toeschouwers: 14.189                   | Koch 2' (e.d.) Ngadeu-Ngadjui 8' Bezoes 33' Jaremtsjoek 41' (pen.) Bezoes 90' David 90+2' | 1 – 0 2 – 0 3 – 0 4 – 0 4 – 1 5 – 1 6 – 1 | 62' Blondelle                                                     | Kaminski Lustig (57' Castro-Montes), Plastoen, Ngadeu-Ngadjui, Asare Bezoes, Owusu, Odjidja-Ofoe (63' Dejaegere) Jaremtsjoek (69' Depoitre), David, Verstraete      |                                                          |
| 11 augustus 2019 20:00 Le Canonnier Moeskroen Ref.: Jan Boterberg Toeschouwers: 3.753                  | Excel Moeskroen                                                                           | 2 – 1                                     | KAA Gent                                                          | Kaminski Lustig (77' Castro-Montes), Plastoen, Ngadeu-Ngadjui, Asare Bezoes, Owusu, Odjidja-Ofoe Sylla, Depoitre (63' Kvilitaia), Verstraete (67' David)            | 61' Asare                                                |
| 11 augustus 2019 20:00 Le Canonnier Moeskroen Ref.: Jan Boterberg Toeschouwers: 3.753                  | Boya 34' Campins 44'                                                                      | 0 – 1 1 – 1 2 – 1                         | 25' Depoitre                                                      | Kaminski Lustig (77' Castro-Montes), Plastoen, Ngadeu-Ngadjui, Asare Bezoes, Owusu, Odjidja-Ofoe Sylla, Depoitre (63' Kvilitaia), Verstraete (67' David)            | 61' Asare                                                |
| 18 augustus 2019 20:00 Ghelamco Arena Gent Ref.: Wesley Alen Toeschouwers: 14.411                      | KAA Gent                                                                                  | 2 – 0                                     | KV Oostende                                                       | Kaminski Lustig, Plastoen, Ngadeu-Ngadjui, Mohammadi Verstraete, Owusu, Odjidja-Ofoe (67' Dejaegere) Jaremtsjoek (82' Castro-Montes), David (63' Bezoes), Kubo      |                                                          |
| 18 augustus 2019 20:00 Ghelamco Arena Gent Ref.: Wesley Alen Toeschouwers: 14.411                      | Jaremtsjoek 48' David 53'                                                                 | 1 – 0 2 – 0                               |                                                                   | Kaminski Lustig, Plastoen, Ngadeu-Ngadjui, Mohammadi Verstraete, Owusu, Odjidja-Ofoe (67' Dejaegere) Jaremtsjoek (82' Castro-Montes), David (63' Bezoes), Kubo      |                                                          |
| 1 september 2019 20:00 Ghelamco Arena Gent Ref.: Bram Van Driessche Toeschouwers: 13.818               | KAA Gent                                                                                  | 3 – 2                                     | Cercle Brugge                                                     | Kaminski Castro-Montes, Plastoen, Ngadeu-Ngadjui, Mohammadi Kums (66' Dompé), Owusu, Odjidja-Ofoe Kvilitaia (70' Kubo), David, Depoitre (86' Dejaegere)             | 37' Mohammadi                                            |
| 1 september 2019 20:00 Ghelamco Arena Gent Ref.: Bram Van Driessche Toeschouwers: 13.818               | Depoitre 11' David 24' David 27'                                                          | 1 – 0 1 – 1 2 – 1 3 – 1 3 – 2             | 15' Peeters 90+2' Peeters                                         | Kaminski Castro-Montes, Plastoen, Ngadeu-Ngadjui, Mohammadi Kums (66' Dompé), Owusu, Odjidja-Ofoe Kvilitaia (70' Kubo), David, Depoitre (86' Dejaegere)             | 37' Mohammadi                                            |
| 15 september 2019 18:00 Ghelamco Arena Gent Ref.: Jonathan Lardot Toeschouwers: 16.718                 | KAA Gent                                                                                  | 3 – 0                                     | KV Mechelen                                                       | Kaminski (40' Coosemans) Lustig, Plastoen, Ngadeu-Ngadjui, Asare Kums, Owusu (56' Bronn), Odjidja-Ofoe Jaremtsjoek, David (73' Kvilitaia), Depoitre                 | 28' David                                                |
| 15 september 2019 18:00 Ghelamco Arena Gent Ref.: Jonathan Lardot Toeschouwers: 16.718                 | Jaremtsjoek 29' David 31' Depoitre 45+1'                                                  | 1 – 0 2 – 0 3 – 0                         |                                                                   | Kaminski (40' Coosemans) Lustig, Plastoen, Ngadeu-Ngadjui, Asare Kums, Owusu (56' Bronn), Odjidja-Ofoe Jaremtsjoek, David (73' Kvilitaia), Depoitre                 | 28' David                                                |
| 22 september 2019 20:00 Regenboogstadion Waregem Ref.: Wim Smet Toeschouwers: 7.156                    | Zulte Waregem                                                                             | 2 – 2                                     | KAA Gent                                                          | Kaminski Lustig, Plastoen (46' Bronn), Ngadeu-Ngadjui, Asare Kums (75' Dompé), Owusu, Odjidja-Ofoe Jaremtsjoek, David, Depoitre (64' Kubo)                          | 45+1' Asare 83' Odjidja-Ofoe                             |
| 22 september 2019 20:00 Regenboogstadion Waregem Ref.: Wim Smet Toeschouwers: 7.156                    | Seck 12' Larin 69'                                                                        | 1 – 0 1 – 1 2 – 1 2 – 2                   | 34' (pen.) Jaremtsjoek 76' Jaremtsjoek                            | Kaminski Lustig, Plastoen (46' Bronn), Ngadeu-Ngadjui, Asare Kums (75' Dompé), Owusu, Odjidja-Ofoe Jaremtsjoek, David, Depoitre (64' Kubo)                          | 45+1' Asare 83' Odjidja-Ofoe                             |
| 28 september 2019 20:00 Ghelamco Arena Gent Ref.: Alexandre Boucaut Toeschouwers: 14.639               | KAA Gent                                                                                  | 2 – 0                                     | KV Kortrijk                                                       | Kaminski Lustig, Bronn, Ngadeu-Ngadjui, Asare Kums, Owusu, Odjidja-Ofoe Jaremtsjoek (79' Kubo), David (89' Bezoes), Depoitre (68' Kvilitaia)                        | 43' Jaremtsjoek 85' Ngadeu-Ngadjui                       |
| 28 september 2019 20:00 Ghelamco Arena Gent Ref.: Alexandre Boucaut Toeschouwers: 14.639               | Ngadeu-Ngadjui 58' David 86'                                                              | 1 – 0 2 – 0                               |                                                                   | Kaminski Lustig, Bronn, Ngadeu-Ngadjui, Asare Kums, Owusu, Odjidja-Ofoe Jaremtsjoek (79' Kubo), David (89' Bezoes), Depoitre (68' Kvilitaia)                        | 43' Jaremtsjoek 85' Ngadeu-Ngadjui                       |
| 6 oktober 2019 14:30 Jan Breydelstadion Brugge Ref.: Jonathan Lardot Toeschouwers: 24.382              | Club Brugge                                                                               | 4 – 0                                     | KAA Gent                                                          | Kaminski Plastoen, Bronn, Ngadeu-Ngadjui, Asare Kums (71' Kubo), Owusu, Odjidja-Ofoe Jaremtsjoek (86' Dompé), David, Dejaegere (53' Depoitre)                       | 33' Jaremtsjoek 35' David 89' Asare                      |
| 6 oktober 2019 14:30 Jan Breydelstadion Brugge Ref.: Jonathan Lardot Toeschouwers: 24.382              | Vanaken 11' Diatta 28' Dennis 51' Diagne 90+2'                                            | 1 – 0 2 – 0 3 – 0 4 – 0                   |                                                                   | Kaminski Plastoen, Bronn, Ngadeu-Ngadjui, Asare Kums (71' Kubo), Owusu, Odjidja-Ofoe Jaremtsjoek (86' Dompé), David, Dejaegere (53' Depoitre)                       | 33' Jaremtsjoek 35' David 89' Asare                      |
| 19 oktober 2019 20:30 Ghelamco Arena Gent Ref.: Wim Smet Toeschouwers: 15.964                          | KAA Gent                                                                                  | 2 – 0                                     | Waasland-Beveren                                                  | Kaminski Lustig, Plastoen, Ngadeu-Ngadjui, Asare Kums (81' Bezoes), Owusu, Odjidja-Ofoe Jaremtsjoek, David (73' Dompé), Depoitre (73' Kvilitaia)                    | 81' Ngadeu-Ngadjui                                       |
| 19 oktober 2019 20:30 Ghelamco Arena Gent Ref.: Wim Smet Toeschouwers: 15.964                          | Jaremtsjoek 18' Depoitre 66'                                                              | 1 – 0 2 – 0                               |                                                                   | Kaminski Lustig, Plastoen, Ngadeu-Ngadjui, Asare Kums (81' Bezoes), Owusu, Odjidja-Ofoe Jaremtsjoek, David (73' Dompé), Depoitre (73' Kvilitaia)                    | 81' Ngadeu-Ngadjui                                       |
| 27 oktober 2019 18:00 Stayen Sint-Truiden Ref.: Jan Boterberg Toeschouwers: 5.312                      | STVV                                                                                      | 0 – 0                                     | KAA Gent                                                          | Kaminski Lustig (78' Castro-Montes), Plastoen, Ngadeu-Ngadjui, Mohammadi Dejaegere, Odjidja-Ofoe , Bezoes (82' Dompé) Jaremtsjoek (76' Depoitre), David, Kvilitaia  | 30' Bezoes 83' Odjidja-Ofoe                              |
| 27 oktober 2019 18:00 Stayen Sint-Truiden Ref.: Jan Boterberg Toeschouwers: 5.312                      |                                                                                           |                                           |                                                                   | Kaminski Lustig (78' Castro-Montes), Plastoen, Ngadeu-Ngadjui, Mohammadi Dejaegere, Odjidja-Ofoe , Bezoes (82' Dompé) Jaremtsjoek (76' Depoitre), David, Kvilitaia  | 30' Bezoes 83' Odjidja-Ofoe                              |
| 31 oktober 2019 20:30 Lotto Park Anderlecht Ref.: Bram Van Driessche Toeschouwers: 19.918              | Anderlecht                                                                                | 3 – 3                                     | KAA Gent                                                          | Kaminski Lustig (69' Castro-Montes), Plastoen, Ngadeu-Ngadjui, Asare Odjidja-Ofoe , Owusu, Dejaegere (72' Dompé) Jaremtsjoek, David (61' Bezoes), Depoitre          | 57' Depoitre 86' Plastoen                                |
| 31 oktober 2019 20:30 Lotto Park Anderlecht Ref.: Bram Van Driessche Toeschouwers: 19.918              | Verschaeren 17' Roofe 68' (pen.) Roofe 70'                                                | 1 – 0 1 – 1 2 – 1 3 – 1 3 – 2 3 – 3       | 24' Depoitre 84' Jaremtsjoek 90+4' Plastoen                       | Kaminski Lustig (69' Castro-Montes), Plastoen, Ngadeu-Ngadjui, Asare Odjidja-Ofoe , Owusu, Dejaegere (72' Dompé) Jaremtsjoek, David (61' Bezoes), Depoitre          | 57' Depoitre 86' Plastoen                                |
| 3 november 2019 18:00 Ghelamco Arena Gent Ref.: Lothar D'hondt Toeschouwers: 17.724                    | KAA Gent                                                                                  | 3 – 1                                     | Standard Luik                                                     | Kaminski Castro-Montes, Plastoen, Ngadeu-Ngadjui, Mohammadi Odjidja-Ofoe , Owusu, Kums Jaremtsjoek (75' Bronn), Bezoes (64' David), Depoitre (90+3' Kvilitaia)      | 41' Odjidja-Ofoe 72' Odjidja-Ofoe 90+1' Castro-Montes    |
| 3 november 2019 18:00 Ghelamco Arena Gent Ref.: Lothar D'hondt Toeschouwers: 17.724                    | Bezoes 48' David 85' (pen.) Castro-Montes 90'                                             | 0 – 1 1 – 1 2 – 1 3 – 1                   | 43' Amallah                                                       | Kaminski Castro-Montes, Plastoen, Ngadeu-Ngadjui, Mohammadi Odjidja-Ofoe , Owusu, Kums Jaremtsjoek (75' Bronn), Bezoes (64' David), Depoitre (90+3' Kvilitaia)      | 41' Odjidja-Ofoe 72' Odjidja-Ofoe 90+1' Castro-Montes    |
| 10 november 2019 18:00 Luminus Arena Genk Ref.: Erik Lambrechts Toeschouwers: 19.962                   | Racing Genk                                                                               | 0 – 2                                     | KAA Gent                                                          | Kaminski Castro-Montes, Ngadeu-Ngadjui, Plastoen, Mohammadi Kums, Owusu, Bezoes (55' Dejaegere) Depoitre (90+1' Mbayo), David, Jaremtsjoek (82' Kvilitaia)          |                                                          |
| 10 november 2019 18:00 Luminus Arena Genk Ref.: Erik Lambrechts Toeschouwers: 19.962                   |                                                                                           | 0 – 1 0 – 2                               | 2' Depoitre 47' David                                             | Kaminski Castro-Montes, Ngadeu-Ngadjui, Plastoen, Mohammadi Kums, Owusu, Bezoes (55' Dejaegere) Depoitre (90+1' Mbayo), David, Jaremtsjoek (82' Kvilitaia)          |                                                          |
| 21 november 2019(1) 20:30(1) Bosuilstadion Antwerpen Ref.: Nicolas Laforge Toeschouwers: 11.910        | Antwerp                                                                                   | 3 – 2                                     | KAA Gent                                                          | Kaminski Lustig (84' Castro-Montes), Plastoen, Ngadeu-Ngadjui, Asare Odjidja-Ofoe , Owusu (60' Bezoes), Kums Jaremtsjoek, David, Depoitre (60' Kvilitaia)           | 31' Owusu rust Kums 83' Bezoes 85' David 86' Jaremtsjoek |
| 21 november 2019(1) 20:30(1) Bosuilstadion Antwerpen Ref.: Nicolas Laforge Toeschouwers: 11.910        | Mbokani 25' Refaelov 33' (pen.) Mbokani 48'                                               | 0 – 1 1 – 1 2 – 1 3 – 1 3 – 2             | 21' Jaremtsjoek 90+4' David                                       | Kaminski Lustig (84' Castro-Montes), Plastoen, Ngadeu-Ngadjui, Asare Odjidja-Ofoe , Owusu (60' Bezoes), Kums Jaremtsjoek, David, Depoitre (60' Kvilitaia)           | 31' Owusu rust Kums 83' Bezoes 85' David 86' Jaremtsjoek |
| Terugronde                                                                                             |                                                                                           |                                           |                                                                   | |                                                          |
| 24 november 2019 14:30 Ghelamco Arena Gent Ref.: Lawrence Visser Toeschouwers: 17.531                  | KAA Gent                                                                                  | 1 – 1                                     | Antwerp                                                           | Kaminski Lustig, Plastoen, Ngadeu-Ngadjui, Mohammadi Odjidja-Ofoe , Owusu, Kums Jaremtsjoek (90+2 Kvilitaia), David, Depoitre                                       | 90+1' Kums                                               |
| 24 november 2019 14:30 Ghelamco Arena Gent Ref.: Lawrence Visser Toeschouwers: 17.531                  | Jaremtsjoek 13'                                                                           | 1 – 0 1 – 1                               | 90+4' Gano                                                        | Kaminski Lustig, Plastoen, Ngadeu-Ngadjui, Mohammadi Odjidja-Ofoe , Owusu, Kums Jaremtsjoek (90+2 Kvilitaia), David, Depoitre                                       | 90+1' Kums                                               |
| 1 december 2019 20:00 Guldensporenstadion Kortrijk Ref.: Nathan Verboomen Toeschouwers: 6.649          | KV Kortrijk                                                                               | 0 – 2                                     | KAA Gent                                                          | Kaminski Castro-Montes, Plastoen, Ngadeu-Ngadjui (88' Lustig), Asare Odjidja-Ofoe (77' Verstraete), Kums, Dejaegere Depoitre, Bezoes (75' David), Kvilitaia         | 28' Bezoes 45' Kums 79' Castro-Montes                    |
| 1 december 2019 20:00 Guldensporenstadion Kortrijk Ref.: Nathan Verboomen Toeschouwers: 6.649          |                                                                                           | 0 – 1 0 – 2                               | 14' Bezoes 62' (pen.) Odjidja-Ofoe                                | Kaminski Castro-Montes, Plastoen, Ngadeu-Ngadjui (88' Lustig), Asare Odjidja-Ofoe (77' Verstraete), Kums, Dejaegere Depoitre, Bezoes (75' David), Kvilitaia         | 28' Bezoes 45' Kums 79' Castro-Montes                    |
| 7 december 2019 20:00 Ghelamco Arena Gent Ref.: Jonathan Lardot Toeschouwers: 15.455                   | KAA Gent                                                                                  | 2 – 0                                     | Zulte Waregem                                                     | Kaminski Lustig, Plastoen, Ngadeu-Ngadjui, Mohammadi Odjidja-Ofoe , Owusu, Kums (76' Tsjakvetadze) Depoitre (86' Kvilitaia), Bezoes (69' Mbayo), Jaremtsjoek        | 38' Owusu 40' Bezoes                                     |
| 7 december 2019 20:00 Ghelamco Arena Gent Ref.: Jonathan Lardot Toeschouwers: 15.455                   | Bezoes 2' Jaremtsjoek 28'                                                                 | 1 – 0 2 – 0                               |                                                                   | Kaminski Lustig, Plastoen, Ngadeu-Ngadjui, Mohammadi Odjidja-Ofoe , Owusu, Kums (76' Tsjakvetadze) Depoitre (86' Kvilitaia), Bezoes (69' Mbayo), Jaremtsjoek        | 38' Owusu 40' Bezoes                                     |
| 15 december 2019 20:00 Versluys Arena Oostende Ref.: Bert Put Toeschouwers: 4.503                      | KV Oostende                                                                               | 2 – 1                                     | KAA Gent                                                          | Kaminski Castro-Montes, Plastoen, Ngadeu-Ngadjui, Mohammadi (80' Tsjakvetadze) Odjidja-Ofoe , Owusu (59' Kvilitaia), Kums Jaremtsjoek, Bezoes (59' Mbayo), Depoitre |                                                          |
| 15 december 2019 20:00 Versluys Arena Oostende Ref.: Bert Put Toeschouwers: 4.503                      | Hjulsager 27' Vargas 54'                                                                  | 0 – 1 1 – 1 2 – 1                         | 10' Depoitre                                                      | Kaminski Castro-Montes, Plastoen, Ngadeu-Ngadjui, Mohammadi (80' Tsjakvetadze) Odjidja-Ofoe , Owusu (59' Kvilitaia), Kums Jaremtsjoek, Bezoes (59' Mbayo), Depoitre |                                                          |
| 22 december 2019 14:30 Ghelamco Arena Gent Ref.: Lawrence Visser Toeschouwers: 19.193                  | KAA Gent                                                                                  | 1 – 1                                     | Club Brugge                                                       | Kaminski Lustig (61' Castro-Montes), Plastoen, Ngadeu-Ngadjui, Mohammadi Odjidja-Ofoe (88' Bezoes), Owusu, Kums Jaremtsjoek, David, Depoitre (65' Kvilitaia)        | 59' Depoitre 71' David 86' Odjidja-Ofoe 90+3' Bezoes     |
| 22 december 2019 14:30 Ghelamco Arena Gent Ref.: Lawrence Visser Toeschouwers: 19.193                  | Odjidja-Ofoe 73'                                                                          | 0 – 1 1 – 1                               | 57' Dennis                                                        | Kaminski Lustig (61' Castro-Montes), Plastoen, Ngadeu-Ngadjui, Mohammadi Odjidja-Ofoe (88' Bezoes), Owusu, Kums Jaremtsjoek, David, Depoitre (65' Kvilitaia)        | 59' Depoitre 71' David 86' Odjidja-Ofoe 90+3' Bezoes     |
| 26 december 2019 20:30 Maurice Dufrasnestadion Luik Ref.: Bram Van Driessche Toeschouwers: 20.076      | Standard Luik                                                                             | 0 – 1                                     | KAA Gent                                                          | Kaminski Castro-Montes, Plastoen, Ngadeu-Ngadjui, Mohammadi Odjidja-Ofoe , Owusu, Kums (84' Lustig) Jaremtsjoek (68' Kvilitaia), David, Depoitre                    | 56' Jaremtsjoek 62' Odjidja-Ofoe 88' Castro-Montes       |
| 26 december 2019 20:30 Maurice Dufrasnestadion Luik Ref.: Bram Van Driessche Toeschouwers: 20.076      |                                                                                           | 0 – 1                                     | 83' Kums                                                          | Kaminski Castro-Montes, Plastoen, Ngadeu-Ngadjui, Mohammadi Odjidja-Ofoe , Owusu, Kums (84' Lustig) Jaremtsjoek (68' Kvilitaia), David, Depoitre                    | 56' Jaremtsjoek 62' Odjidja-Ofoe 88' Castro-Montes       |
| 18 januari 2020 20:30 Ghelamco Arena Gent Ref.: Nicolas Laforge Toeschouwers: 15.792                   | KAA Gent                                                                                  | 3 – 1                                     | Excel Moeskroen                                                   | Kaminski Castro-Montes, Plastoen, Ngadeu-Ngadjui, Mohammadi Odjidja-Ofoe , Owusu (60' Bezoes), Kums (87' Marreh) Kvilitaia (75' Tsjakvetadze), David, Depoitre      | 40' Owusu                                                |
| 18 januari 2020 20:30 Ghelamco Arena Gent Ref.: Nicolas Laforge Toeschouwers: 15.792                   | Depoitre 9' David 74' David 77'                                                           | 1 – 0 1 – 1 2 – 1 3 – 1                   | 51' Osabutey                                                      | Kaminski Castro-Montes, Plastoen, Ngadeu-Ngadjui, Mohammadi Odjidja-Ofoe , Owusu (60' Bezoes), Kums (87' Marreh) Kvilitaia (75' Tsjakvetadze), David, Depoitre      | 40' Owusu                                                |
| 25 januari 2020 20:30 Ghelamco Arena Gent Ref.: Erik Lambrechts Toeschouwers: 17.066                   | KAA Gent                                                                                  | 4 – 1                                     | Racing Genk                                                       | Kaminski Castro-Montes, Plastoen, Ngadeu-Ngadjui, Mohammadi Odjidja-Ofoe , Owusu, Kums (90+1' Kvilitaia) David (86' Marreh), Bezoes (67' Niangbo), Depoitre         |                                                          |
| 25 januari 2020 20:30 Ghelamco Arena Gent Ref.: Erik Lambrechts Toeschouwers: 17.066                   | Mohammadi 45' Bezoes 52' Odjidja-Ofoe 88' Niangbo 90+4'                                   | 0 – 1 1 – 1 1 – 2 1 – 3 1 – 4             | 16' Bongonda                                                      | Kaminski Castro-Montes, Plastoen, Ngadeu-Ngadjui, Mohammadi Odjidja-Ofoe , Owusu, Kums (90+1' Kvilitaia) David (86' Marreh), Bezoes (67' Niangbo), Depoitre         |                                                          |
| 1 februari 2020 20:30 AFAS-stadion Achter de Kazerne Mechelen Ref.: Jan Boterberg Toeschouwers: 16.069 | KV Mechelen                                                                               | 0 – 3                                     | KAA Gent                                                          | Kaminski Lustig, Plastoen, Ngadeu-Ngadjui, Mohammadi Odjidja-Ofoe , Owusu, Kums David (86' Marreh), Bezoes (65' Niangbo), Kvilitaia (76' Tsjakvetadze)              | 18' Kvilitaia 53' Kums                                   |
| 1 februari 2020 20:30 AFAS-stadion Achter de Kazerne Mechelen Ref.: Jan Boterberg Toeschouwers: 16.069 |                                                                                           | 0 – 1 0 – 2 0 – 3                         | 1' Bezoes 50' David 90+5' Niangbo                                 | Kaminski Lustig, Plastoen, Ngadeu-Ngadjui, Mohammadi Odjidja-Ofoe , Owusu, Kums David (86' Marreh), Bezoes (65' Niangbo), Kvilitaia (76' Tsjakvetadze)              | 18' Kvilitaia 53' Kums                                   |
| 7 februari 2020 20:30 Ghelamco Arena Gent Ref.: Wesley Alen Toeschouwers: 18.907                       | KAA Gent                                                                                  | 1 – 1                                     | Anderlecht                                                        | Kaminski Castro-Montes, Plastoen, Ngadeu-Ngadjui, Mohammadi Marreh, Owusu (46' Dejaegere), Odjidja-Ofoe David, Bezoes (63' Kvilitaia), Niangbo (82' Tsjakvetadze)   | 58' Marreh 90+4' Dejaegere                               |
| 7 februari 2020 20:30 Ghelamco Arena Gent Ref.: Wesley Alen Toeschouwers: 18.907                       | David 28' (pen.)                                                                          | 0 – 1 1 – 1                               | 14' Colassin                                                      | Kaminski Castro-Montes, Plastoen, Ngadeu-Ngadjui, Mohammadi Marreh, Owusu (46' Dejaegere), Odjidja-Ofoe David, Bezoes (63' Kvilitaia), Niangbo (82' Tsjakvetadze)   | 58' Marreh 90+4' Dejaegere                               |
| 14 februari 2020 20:30 Kehrwegstadion Eupen Ref.: Jonathan Lardot Toeschouwers: 2.337                  | KAS Eupen                                                                                 | 2 – 3                                     | KAA Gent                                                          | Kaminski Castro-Montes, Plastoen, Ngadeu-Ngadjui, Mohammadi Odjidja-Ofoe , Owusu (60' Niangbo), Kums David, Bezoes (77' Dejaegere), Kvilitaia (68' Tsjakvetadze)    | 85' Odjidja-Ofoe                                         |
| 14 februari 2020 20:30 Kehrwegstadion Eupen Ref.: Jonathan Lardot Toeschouwers: 2.337                  | Prevljak 7' Milićević 19'                                                                 | 0 – 1 1 – 1 1 – 2 2 – 2 2 – 3             | 5' David 12' David 84' Castro-Montes                              | Kaminski Castro-Montes, Plastoen, Ngadeu-Ngadjui, Mohammadi Odjidja-Ofoe , Owusu (60' Niangbo), Kums David, Bezoes (77' Dejaegere), Kvilitaia (68' Tsjakvetadze)    | 85' Odjidja-Ofoe                                         |
| 23 februari 2020 20:00 Ghelamco Arena Gent Ref.: Jasper Vergoote Toeschouwers: 15.295                  | KAA Gent                                                                                  | 4 – 1                                     | STVV                                                              | Kaminski Castro-Montes, Plastoen, Ngadeu-Ngadjui (76' Godeau), Asare Kums (72' Dejaegere), Owusu, Odjidja-Ofoe David (66' Niangbo), Tsjakvetadze, Kvilitaia         | 21' Ngadeu-Ngadjui 26' Kvilitaia 52' Odjidja-Ofoe        |
| 23 februari 2020 20:00 Ghelamco Arena Gent Ref.: Jasper Vergoote Toeschouwers: 15.295                  | David 10' (pen.) Kvilitaia 14' David 26' David 63'                                        | 1 – 0 2 – 0 3 – 0 4 – 0 4 – 1             | 68' Suzuki                                                        | Kaminski Castro-Montes, Plastoen, Ngadeu-Ngadjui (76' Godeau), Asare Kums (72' Dejaegere), Owusu, Odjidja-Ofoe David (66' Niangbo), Tsjakvetadze, Kvilitaia         | 21' Ngadeu-Ngadjui 26' Kvilitaia 52' Odjidja-Ofoe        |
| 1 maart 2020 20:00 Jan Breydelstadion Brugge Ref.: Lawrence Visser Toeschouwers: 5.586                 | Cercle Brugge                                                                             | 1 – 0                                     | KAA Gent                                                          | Kaminski Castro-Montes, Plastoen, Ngadeu-Ngadjui, Mohammadi Bezoes, Owusu (74' Dejaegere), Kums David, Tsjakvetadze (60' Kvilitaia), Depoitre (74' Niangbo)         | 90+4' Plastoen                                           |
| 1 maart 2020 20:00 Jan Breydelstadion Brugge Ref.: Lawrence Visser Toeschouwers: 5.586                 | Hoggas 1'                                                                                 | 1 – 0                                     |                                                                   | Kaminski Castro-Montes, Plastoen, Ngadeu-Ngadjui, Mohammadi Bezoes, Owusu (74' Dejaegere), Kums David, Tsjakvetadze (60' Kvilitaia), Depoitre (74' Niangbo)         | 90+4' Plastoen                                           |
| 7 maart 2020 20:00 Ghelamco Arena Gent Ref.: Jan Boterberg Toeschouwers: 15.661                        | KAA Gent                                                                                  | 1 – 4                                     | Sporting Charleroi                                                | Kaminski Castro-Montes, Plastoen, Ngadeu-Ngadjui, Mohammadi Kums , Owusu, Dejaegere (55' Tsjakvetadze) David, Bezoes (72' Mbayo), Kvilitaia (46' Niangbo)           | 17' Owusu 41' Mohammadi 84' Mohammadi                    |
| 7 maart 2020 20:00 Ghelamco Arena Gent Ref.: Jan Boterberg Toeschouwers: 15.661                        | Niangbo 59'                                                                               | 0 – 1 0 – 2 0 – 3 1 – 3 1 – 4             | 38' Nicholson 44' (pen.) Ilaimaharitra 57' Fall 89' (pen.) Rezaei | Kaminski Castro-Montes, Plastoen, Ngadeu-Ngadjui, Mohammadi Kums , Owusu, Dejaegere (55' Tsjakvetadze) David, Bezoes (72' Mbayo), Kvilitaia (46' Niangbo)           | 17' Owusu 41' Mohammadi 84' Mohammadi                    |
| 2020(2) 18:00 Freethielstadion Beveren Ref.: Lothar D'hondt Toeschouwers:                              | Waasland-Beveren                                                                          | Afgel.                                    | KAA Gent                                                          | |                                                          |
| 2020(2) 18:00 Freethielstadion Beveren Ref.: Lothar D'hondt Toeschouwers:                              |                                                                                           |                                           |                                                                   | |                                                          |

(1): Deze wedstrijd stond oorspronkelijk gepland op 25 augustus maar werd uitgesteld omwille van de kwalificatiewedstrijden voor de Europa League op 22 en 29 augustus.

(2): Deze wedstrijd stond oorspronkelijk gepland op 15 maart, maar werd uitgesteld omwille van de uitbraak van het Coronavirus in België. Op 15 mei werd beslist dat het seizoen definitief wordt stopgezet.

#### Overzicht
| Speeldag  | 1 | 2 | 3 | 4 | 5  | 6  | 7  | 8  | 9  | 10 | 11 | 12 | 13 | 14 | 15 | 16 | 17 | 18 | 19 | 20 | 21 | 22 | 23 | 24 | 25 | 26 | 27 | 28 | 29 |
| --------- | - | - | - | - | -- | -- | -- | -- | -- | -- | -- | -- | -- | -- | -- | -- | -- | -- | -- | -- | -- | -- | -- | -- | -- | -- | -- | -- | -- |
| Resultaat | g | w | v | w | v  | w  | w  | g  | w  | v  | w  | g  | g  | w  | w  | g  | w  | w  | v  | g  | w  | w  | w  | w  | g  | w  | w  | v  | v  |
| Punten    | 1 | 4 | 4 | 7 | 28 | 10 | 13 | 14 | 17 | 17 | 20 | 21 | 22 | 25 | 28 | 29 | 32 | 35 | 35 | 36 | 39 | 42 | 45 | 48 | 49 | 52 | 55 | 55 | 55 |
| Positie   | 8 | 6 | 8 | 5 | 2  | 5  | 4  | 5  | 3  | 3  | 3  | 4  | 4  | 3  | 2  | 3  | 3  | 2  | 3  | 3  | 3  | 2  | 2  | 2  | 2  | 2  | 2  | 2  | 2  |

#### Klassement
| Pos | Team               | Wed | W  | G  | V  | Ptn | DV | DT | +/− |                                       |
| --- | ------------------ | --- | -- | -- | -- | --- | -- | -- | --- | ------------------------------------- |
| 1   | Club Brugge        | 29  | 21 | 7  | 1  | 70  | 58 | 14 | +44 | Kampioen, Groepsfase Champions League |
| 2   | KAA Gent           | 29  | 16 | 7  | 6  | 55  | 59 | 34 | +25 | Voorrondes Champions League           |
| 3   | Sporting Charleroi | 29  | 15 | 9  | 5  | 54  | 49 | 23 | +26 | Voorrondes Europa League              |
| 4   | Antwerp FC         | 29  | 15 | 8  | 6  | 53  | 49 | 32 | +17 | Groepsfase Europa League              |
| 5   | Standard Luik      | 29  | 14 | 7  | 8  | 49  | 47 | 32 | +15 | Voorrondes Europa League              |
| 6   | KV Mechelen        | 29  | 13 | 5  | 11 | 44  | 46 | 43 | +3  |                                       |
| 7   | KRC Genk           | 29  | 13 | 5  | 11 | 44  | 45 | 42 | +3  |                                       |
| 8   | RSC Anderlecht     | 29  | 11 | 10 | 8  | 43  | 45 | 29 | +16 |                                       |
| 9   | SV Zulte Waregem   | 29  | 10 | 6  | 13 | 36  | 41 | 49 | −8  |                                       |
| 10  | Excel Moeskroen    | 29  | 9  | 9  | 11 | 36  | 38 | 40 | −2  |                                       |
| 11  | KV Kortrijk        | 29  | 9  | 6  | 14 | 33  | 40 | 44 | −4  |                                       |
| 12  | STVV               | 29  | 9  | 6  | 14 | 33  | 33 | 50 | −17 |                                       |
| 13  | KAS Eupen          | 29  | 8  | 6  | 15 | 30  | 28 | 51 | −23 |                                       |
| 14  | Cercle Brugge      | 29  | 7  | 2  | 20 | 23  | 27 | 54 | −27 |                                       |
| 15  | KV Oostende        | 29  | 6  | 4  | 19 | 22  | 29 | 58 | −29 |                                       |
| 16  | Waasland-Beveren   | 29  | 5  | 5  | 19 | 20  | 21 | 60 | −39 |                                       |

## Beker van België
| Beker van België                                                                                     |                       |                         |                                               | |          |
| Wedstrijddetails                                                                                     | Thuisploeg            | Uitslag                 | Uitploeg                                      | Opstelling | Kaarten  |
| 1/16e finale                                                                                         |                       |                         |                                               | |          |
| 25 september 2019 20:30 Pierre Cornelisstadion Aalst Ref.: Christof Dierick Toeschouwers:            | Eendracht Aalst (2Am) | 0 – 4                   | KAA Gent                                      | Coosemans Castro-Montes, Bronn (79' Mbayo), Derijck, Mohammadi Dejaegere, Bezoes, Odjidja-Ofoe (57' Verstraete) Dompé (57' Sylla), Kvilitaia, Kubo                 |          |
| 25 september 2019 20:30 Pierre Cornelisstadion Aalst Ref.: Christof Dierick Toeschouwers:            |                       | 0 – 1 0 – 2 0 – 3 0 – 4 | 9' Kvilitaia 60' Kvilitaia 70' Kubo 84' Mbayo | Coosemans Castro-Montes, Bronn (79' Mbayo), Derijck, Mohammadi Dejaegere, Bezoes, Odjidja-Ofoe (57' Verstraete) Dompé (57' Sylla), Kvilitaia, Kubo                 |          |
| Achtste finale                                                                                       |                       |                         |                                               | |          |
| 4 december 2019 20:45 Stade du Pays de Charleroi Charleroi Ref.: Erik Lambrechts Toeschouwers: 5.407 | Sporting Charleroi    | 1 – 0                   | KAA Gent                                      | Kaminski Lustig, Plastoen, Ngadeu-Ngadjui, Mohammadi Odjidja-Ofoe , Kums, Verstraete (87' Mbayo) Jaremtsjoek, Bezoes (69' Castro-Montes), Depoitre (61' Kvilitaia) | 39' Kums |
| 4 december 2019 20:45 Stade du Pays de Charleroi Charleroi Ref.: Erik Lambrechts Toeschouwers: 5.407 | Bruno 87'             | 1 – 0                   |                                               | Kaminski Lustig, Plastoen, Ngadeu-Ngadjui, Mohammadi Odjidja-Ofoe , Kums, Verstraete (87' Mbayo) Jaremtsjoek, Bezoes (69' Castro-Montes), Depoitre (61' Kvilitaia) | 39' Kums |

## Europees

### UEFA Europa League

#### Voorrondes
| UEFA Europa League                                                                                         |                                                                                 |                                                       |                              | |                                      |
| Wedstrijddetails                                                                                           | Thuisploeg                                                                      | Uitslag                                               | Uitploeg                     | Opstelling | Kaarten                              |
| Tweede kwalificatieronde                                                                                   |                                                                                 |                                                       |                              | |                                      |
| 25 juli 2019 20:30 Ghelamco Arena Gent Ref.: Aleksandar Stavrev Toeschouwers: 13.398                       | KAA Gent                                                                        | 6 – 3                                                 | Viitorul Constanța           | Kaminski Lustig, Plastoen, Rosted (71' Mohammadi), Asare Dejaegere (63' Castro-Montes), Owusu, Odjidja-Ofoe Jaremtsjoek, David, Kubo (63' Beridze)           | 32' Odjidja-Ofoe                     |
| 25 juli 2019 20:30 Ghelamco Arena Gent Ref.: Aleksandar Stavrev Toeschouwers: 13.398                       | Asare 4' Dejaegere 13' Kubo 35' Jaremtsjoek 42' (pen.) Kubo 45' Jaremtsjoek 50' | 1 – 0 2 – 0 2 – 1 3 – 1 4 – 1 5 – 1 6 – 1 6 – 2 6 – 3 | 21' Mladen 56' Țîru 61' Țîru | Kaminski Lustig, Plastoen, Rosted (71' Mohammadi), Asare Dejaegere (63' Castro-Montes), Owusu, Odjidja-Ofoe Jaremtsjoek, David, Kubo (63' Beridze)           | 32' Odjidja-Ofoe                     |
| 1 augustus 2019 17:00 Stadionul Viitorul Ovidiu Ref.: José Luis Munuera Montero Toeschouwers: 4.088        | Viitorul Constanța                                                              | 2 – 1                                                 | KAA Gent                     | Kaminski Lustig, Plastoen, Ngadeu-Ngadjui, Asare Dejaegere (58' Verstraete), Owusu, Odjidja-Ofoe Jaremtsjoek (89' Sylla), David, Kubo (60' Bezoes)           |                                      |
| 1 augustus 2019 17:00 Stadionul Viitorul Ovidiu Ref.: José Luis Munuera Montero Toeschouwers: 4.088        | Iancu 47' (pen.) Iancu 61' (pen.)                                               | 0 – 1 1 – 1 2 – 1                                     | 38' Jaremtsjoek              | Kaminski Lustig, Plastoen, Ngadeu-Ngadjui, Asare Dejaegere (58' Verstraete), Owusu, Odjidja-Ofoe Jaremtsjoek (89' Sylla), David, Kubo (60' Bezoes)           |                                      |
| Derde kwalificatieronde                                                                                    |                                                                                 |                                                       |                              | |                                      |
| 8 augustus 2019 17:30 AEK Arena – Georgios Karapatakis Larnaca Ref.: Svein Oddvar Moen Toeschouwers: 3.360 | AEK Larnaca                                                                     | 1 – 1                                                 | KAA Gent                     | Kaminski Lustig, Plastoen, Ngadeu-Ngadjui, Asare Dejaegere (57' Verstraete), Owusu, Odjidja-Ofoe Jaremtsjoek (63' Depoitre), David, Kubo (79' Castro-Montes) | 29' Dejaegere 83' Verstraete         |
| 8 augustus 2019 17:30 AEK Arena – Georgios Karapatakis Larnaca Ref.: Svein Oddvar Moen Toeschouwers: 3.360 | Tričkovski 89'                                                                  | 0 – 1 1 – 1                                           | 27' Jaremtsjoek              | Kaminski Lustig, Plastoen, Ngadeu-Ngadjui, Asare Dejaegere (57' Verstraete), Owusu, Odjidja-Ofoe Jaremtsjoek (63' Depoitre), David, Kubo (79' Castro-Montes) | 29' Dejaegere 83' Verstraete         |
| 15 augustus 2019 20:30 Ghelamco Arena Gent Ref.: Martin Strömbergsson Toeschouwers: 15.533                 | KAA Gent                                                                        | 3 – 0                                                 | AEK Larnaca                  | Kaminski Lustig, Plastoen, Ngadeu-Ngadjui, Asare Dejaegere, Owusu, Odjidja-Ofoe Jaremtsjoek (89' Verstraete), David, Depoitre (82' Castro-Montes)            | 24' Jaremtsjoek 59' Owusu 79' Lustig |
| 15 augustus 2019 20:30 Ghelamco Arena Gent Ref.: Martin Strömbergsson Toeschouwers: 15.533                 | Depoitre 66' David 90+4' David 90+7'                                            | 1 – 0 2 – 0 3 – 0                                     |                              | Kaminski Lustig, Plastoen, Ngadeu-Ngadjui, Asare Dejaegere, Owusu, Odjidja-Ofoe Jaremtsjoek (89' Verstraete), David, Depoitre (82' Castro-Montes)            | 24' Jaremtsjoek 59' Owusu 79' Lustig |
| Play-offronde                                                                                              |                                                                                 |                                                       |                              | |                                      |
| 22 augustus 2019 20:30 Ghelamco Arena Gent Ref.: Daniel Stefański Toeschouwers: 12.198                     | KAA Gent                                                                        | 2 – 1                                                 | HNK Rijeka                   | Kaminski Lustig, Plastoen, Ngadeu-Ngadjui, Asare Dejaegere (64' Bezoes), Owusu, Odjidja-Ofoe Jaremtsjoek (84' Verstraete), David (90' Kubo), Depoitre        | 15' Owusu 59' Jaremtsjoek 69' David  |
| 22 augustus 2019 20:30 Ghelamco Arena Gent Ref.: Daniel Stefański Toeschouwers: 12.198                     | Depoitre 57' Depoitre 71'                                                       | 0 – 1 1 – 1 2 – 1                                     | 39' Halilović                | Kaminski Lustig, Plastoen, Ngadeu-Ngadjui, Asare Dejaegere (64' Bezoes), Owusu, Odjidja-Ofoe Jaremtsjoek (84' Verstraete), David (90' Kubo), Depoitre        | 15' Owusu 59' Jaremtsjoek 69' David  |
| 29 augustus 2019 20:00 Stadion Rujevica Rijeka Ref.: François Letexier Toeschouwers: 7.562                 | HNK Rijeka                                                                      | 1 – 1                                                 | KAA Gent                     | Kaminski Lustig, Plastoen, Ngadeu-Ngadjui, Asare Dejaegere, Owusu, Kums (79' Castro-Montes) Odjidja-Ofoe , David, Depoitre (81' Kvilitaia)                   | 68' Kaminski 89' Asare               |
| 29 augustus 2019 20:00 Stadion Rujevica Rijeka Ref.: François Letexier Toeschouwers: 7.562                 | Puljić 32'                                                                      | 1 – 0 1 – 1                                           | 33' Plastoen                 | Kaminski Lustig, Plastoen, Ngadeu-Ngadjui, Asare Dejaegere, Owusu, Kums (79' Castro-Montes) Odjidja-Ofoe , David, Depoitre (81' Kvilitaia)                   | 68' Kaminski 89' Asare               |

#### Groepsfase
| UEFA Europa League                                                                                   |                                      |                               |                                                 | |                                                         |
| Wedstrijddetails                                                                                     | Thuisploeg                           | Uitslag                       | Uitploeg                                        | Opstelling | Kaarten                                                 |
| Heenronde                                                                                            |                                      |                               |                                                 | |                                                         |
| 19 september 2019 21:00 Ghelamco Arena Gent Ref.: Roi Reinshreiber Toeschouwers: 14.928              | KAA Gent                             | 3 – 2                         | AS Saint-Étienne                                | Kaminski Lustig, Plastoen, Ngadeu-Ngadjui, Asare Kums (90+4' Dejaegere), Owusu, Odjidja-Ofoe Jaremtsjoek (82' Bronn), David (90+5' Kvilitaia), Depoitre         | 50' Ngadeu-Ngadjui 57' Kums                             |
| 19 september 2019 21:00 Ghelamco Arena Gent Ref.: Roi Reinshreiber Toeschouwers: 14.928              | David 3' David 44' Perrin 65' (e.d.) | 1 – 0 1 – 1 2 – 1 3 – 1 3 – 2 | 39' Khazri 76' (e.d.) Kaminski                  | Kaminski Lustig, Plastoen, Ngadeu-Ngadjui, Asare Kums (90+4' Dejaegere), Owusu, Odjidja-Ofoe Jaremtsjoek (82' Bronn), David (90+5' Kvilitaia), Depoitre         | 50' Ngadeu-Ngadjui 57' Kums                             |
| 3 oktober 2019 18:55 Arena Lviv Lviv Ref.: Jens Maae Toeschouwers: 7.588                             | PFK Oleksandrija                     | 1 – 1                         | KAA Gent                                        | Kaminski Lustig, Plastoen, Ngadeu-Ngadjui, Asare Kums, Owusu, Odjidja-Ofoe Jaremtsjoek (90' Kubo), David, Depoitre (86' Kvilitaia)                              |                                                         |
| 3 oktober 2019 18:55 Arena Lviv Lviv Ref.: Jens Maae Toeschouwers: 7.588                             | Sitalo 62'                           | 0 – 1 1 – 1                   | 7' Depoitre                                     | Kaminski Lustig, Plastoen, Ngadeu-Ngadjui, Asare Kums, Owusu, Odjidja-Ofoe Jaremtsjoek (90' Kubo), David, Depoitre (86' Kvilitaia)                              |                                                         |
| 24 oktober 2019 18:55 Ghelamco Arena Gent Ref.: Sergej Ivanov Toeschouwers: 15.437                   | KAA Gent                             | 2 – 2                         | VfL Wolfsburg                                   | Kaminski Lustig, Plastoen, Ngadeu-Ngadjui, Asare Kums (88' Dompé), Owusu (61' Bezoes), Odjidja-Ofoe Jaremtsjoek, David, Depoitre (74' Kvilitaia)                | 18' Owusu 29' Odjidja-Ofoe 38' Asare 55' Ngadeu-Ngadjui |
| 24 oktober 2019 18:55 Ghelamco Arena Gent Ref.: Sergej Ivanov Toeschouwers: 15.437                   | Jaremtsjoek 41' Jaremtsjoek 90+4'    | 0 – 1 0 – 2 1 – 2 2 – 2       | 3' Weghorst 24' João Victor                     | Kaminski Lustig, Plastoen, Ngadeu-Ngadjui, Asare Kums (88' Dompé), Owusu (61' Bezoes), Odjidja-Ofoe Jaremtsjoek, David, Depoitre (74' Kvilitaia)                | 18' Owusu 29' Odjidja-Ofoe 38' Asare 55' Ngadeu-Ngadjui |
| Terugronde                                                                                           |                                      |                               |                                                 | |                                                         |
| 7 november 2019 21:00 Volkswagen Arena Wolfsburg Ref.: Massimiliano Irrati Toeschouwers: 11.620      | VfL Wolfsburg                        | 1 – 3                         | KAA Gent                                        | Kaminski Lustig, Plastoen, Ngadeu-Ngadjui, Asare Kums, Owusu, Odjidja-Ofoe Jaremtsjoek (82' Castro-Montes), David, Depoitre (90+2' Kvilitaia)                   | 45+3' Asare 47' Plastoen                                |
| 7 november 2019 21:00 Volkswagen Arena Wolfsburg Ref.: Massimiliano Irrati Toeschouwers: 11.620      | João Victor 20'                      | 1 – 0 1 – 1 1 – 2 1 – 3       | 50' Jaremtsjoek 65' Depoitre 76' Ngadeu-Ngadjui | Kaminski Lustig, Plastoen, Ngadeu-Ngadjui, Asare Kums, Owusu, Odjidja-Ofoe Jaremtsjoek (82' Castro-Montes), David, Depoitre (90+2' Kvilitaia)                   | 45+3' Asare 47' Plastoen                                |
| 28 november 2019 18:55 Stade Geoffroy-Guichard Saint-Étienne Ref.: Irfan Peljto Toeschouwers: 25.315 | AS Saint-Étienne                     | 0 – 0                         | KAA Gent                                        | Kaminski Lustig, Plastoen, Ngadeu-Ngadjui, Mohammadi Kums, Owusu, Odjidja-Ofoe Jaremtsjoek (72' Kvilitaia), David (81' Dejaegere), Depoitre (79' Castro-Montes) | 45+1' Owusu 65' Ngadeu-Ngadjui 77' Ngadeu-Ngadjui       |
| 28 november 2019 18:55 Stade Geoffroy-Guichard Saint-Étienne Ref.: Irfan Peljto Toeschouwers: 25.315 |                                      |                               |                                                 | Kaminski Lustig, Plastoen, Ngadeu-Ngadjui, Mohammadi Kums, Owusu, Odjidja-Ofoe Jaremtsjoek (72' Kvilitaia), David (81' Dejaegere), Depoitre (79' Castro-Montes) | 45+1' Owusu 65' Ngadeu-Ngadjui 77' Ngadeu-Ngadjui       |
| 2 december 2019 21:00 Ghelamco Arena Gent Ref.: Radu Petrescu Toeschouwers: 13.156                   | KAA Gent                             | 2 – 1                         | PFK Oleksandrija                                | Kaminski Castro-Montes, Plastoen, Lustig, Asare Kums, Owusu, Odjidja-Ofoe Jaremtsjoek (74' Tsjakvetadze), Bezoes (81' Dompé), Depoitre (90+3 Kvilitaia)         | 71' Castro-Montes 90+2' Kums                            |
| 2 december 2019 21:00 Ghelamco Arena Gent Ref.: Radu Petrescu Toeschouwers: 13.156                   | Depoitre 8' Depoitre 17'             | 1 – 0 2 – 0 2 – 1             | 55' Miroshnichenko                              | Kaminski Castro-Montes, Plastoen, Lustig, Asare Kums, Owusu, Odjidja-Ofoe Jaremtsjoek (74' Tsjakvetadze), Bezoes (81' Dompé), Depoitre (90+3 Kvilitaia)         | 71' Castro-Montes 90+2' Kums                            |

Groep I
| #  | Club          | GS | W | G | V | DV | DT | DS | PTN |
| -- | ------------- | -- | - | - | - | -- | -- | -- | --- |
| 1. | KAA Gent      | 6  | 3 | 3 | 0 | 11 | 7  | +4 | 12  |
| 2. | Wolfsburg     | 6  | 3 | 2 | 1 | 9  | 7  | +2 | 11  |
| 3. | Saint-Étienne | 6  | 0 | 4 | 2 | 6  | 8  | -2 | 4   |
| 4. | Oleksandrija  | 6  | 0 | 3 | 3 | 6  | 10 | -4 | 3   |

#### Knock-outfase
| UEFA Europa League                                                                                |            |             |              | |                                                                     |
| Wedstrijddetails                                                                                  | Thuisploeg | Uitslag     | Uitploeg     | Opstelling | Kaarten                                                             |
| 1/16de finale                                                                                     |            |             |              | |                                                                     |
| 20 februari 2020 21:00 Stadio Olimpico Rome Ref.: Georgi Kabakov Toeschouwers: 28.248             | AS Roma    | 1 – 0       | KAA Gent     | Kaminski Lustig, Plastoen, Ngadeu-Ngadjui, Mohammadi Odjidja-Ofoe , Owusu, Kums (90+2' Marreh) Depoitre, Bezoes (75' Tsjakvetadze), David                       | 36' Bezoes                                                          |
| 20 februari 2020 21:00 Stadio Olimpico Rome Ref.: Georgi Kabakov Toeschouwers: 28.248             | Pérez 13'  | 1 – 0       |              | Kaminski Lustig, Plastoen, Ngadeu-Ngadjui, Mohammadi Odjidja-Ofoe , Owusu, Kums (90+2' Marreh) Depoitre, Bezoes (75' Tsjakvetadze), David                       | 36' Bezoes                                                          |
| 27 februari 2020 18:55 Ghelamco Arena Gent Ref.: José María Sánchez Martínez Toeschouwers: 17.557 | KAA Gent   | 1 – 1       | AS Roma      | Kaminski Castro-Montes, Plastoen (81' Niangbo), Ngadeu-Ngadjui, Mohammadi Odjidja-Ofoe , Owusu, Kums Depoitre (67' Kvilitaia), Bezoes (67' Tsjakvetadze), David | 29' Bezoes 51' Depoitre 84' Kums 90+4' Mohammadi 90+6' Odjidja-Ofoe |
| 27 februari 2020 18:55 Ghelamco Arena Gent Ref.: José María Sánchez Martínez Toeschouwers: 17.557 | David 26'  | 1 – 0 1 – 1 | 30' Kluivert | Kaminski Castro-Montes, Plastoen (81' Niangbo), Ngadeu-Ngadjui, Mohammadi Odjidja-Ofoe , Owusu, Kums Depoitre (67' Kvilitaia), Bezoes (67' Tsjakvetadze), David | 29' Bezoes 51' Depoitre 84' Kums 90+4' Mohammadi 90+6' Odjidja-Ofoe |